# Afonso Eanes do Coton
Afonso Eanes do Coton (Negreira, ... – ...; fl. XIII secolo) è stato un segrel galiziano, nato a Negreira alla fine del XII secolo, attivo nelle corti di Ferdinando III e Alfonso X.
Della sua opera poetica si conservano ventiquattro cantigas, in maggior parte cantigas de escarnio.

[...]

Mari' Mateu, Mari' Mateu,
tan desejosa ch'és de cono com’ eu!»
(Afons’ Eanes de Coton)